# Blade Runner (a movie)
Blade Runner (a movie) je kniha amerického spisovatele Williama Sewarda Burroughse. Poprvé vyšla v roce 1979. V českém překladu nevyšla nikdy. Název knihy je převzat z románu The Bladerunner od Alana E. Nourseho. Burroughs Nourseho knihu přepracoval pro účely natočení filmové adaptace. Burroughsova verze se odehrává na počátku 21. století, kdy došlo k „apokalypse lékařské péče“, při níž se z lékařských nástrojů, jako jsou například skalpely, stává pašované zboží. V roce 1983 byl podle Burroughsovy verze natočen krátký film Taking Tiger Mountain. Její název posloužil jako titul snímku Blade Runner (1982), který však není adaptací knihy.